# Boe-OFT

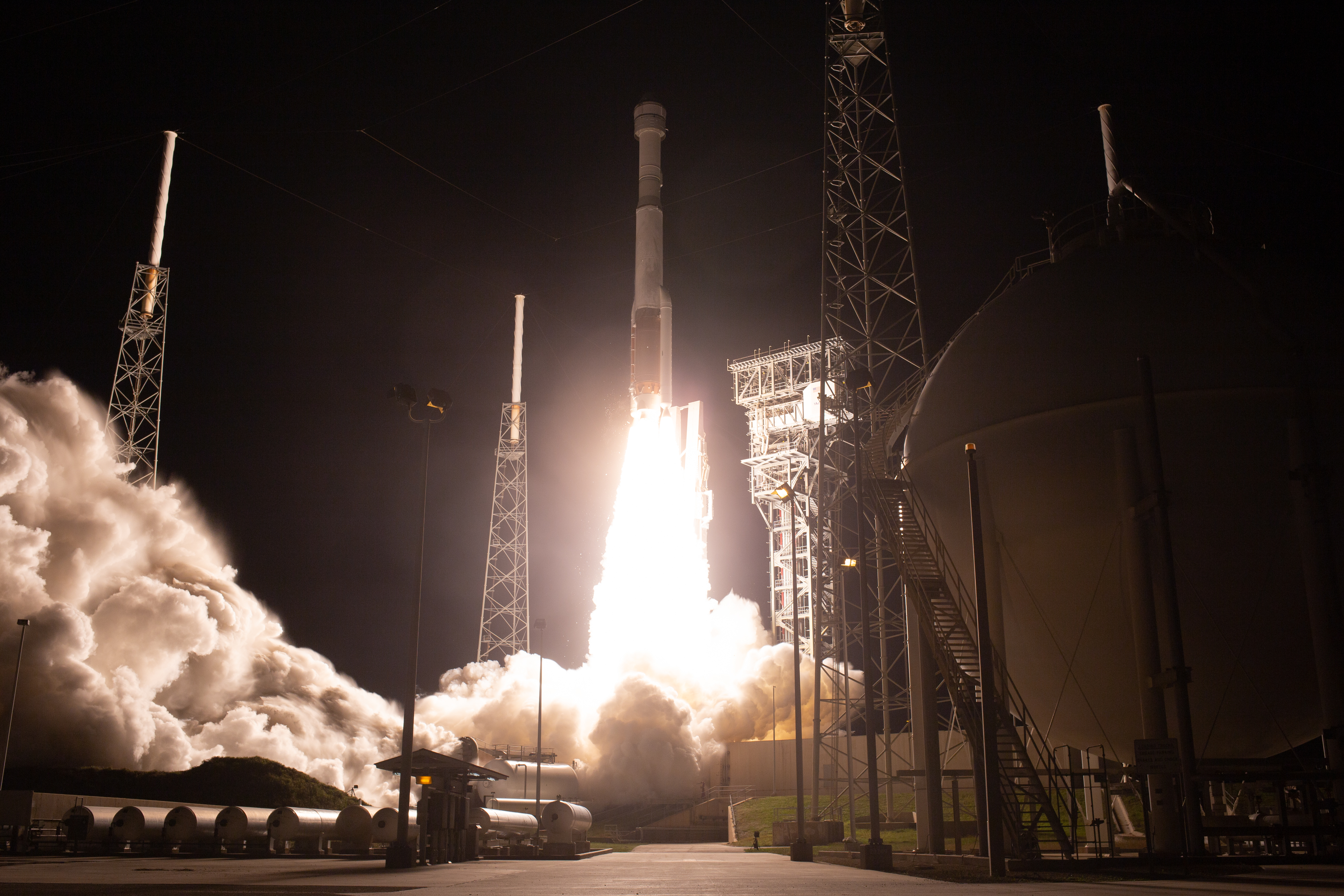
Start am 20. Dezember 2019

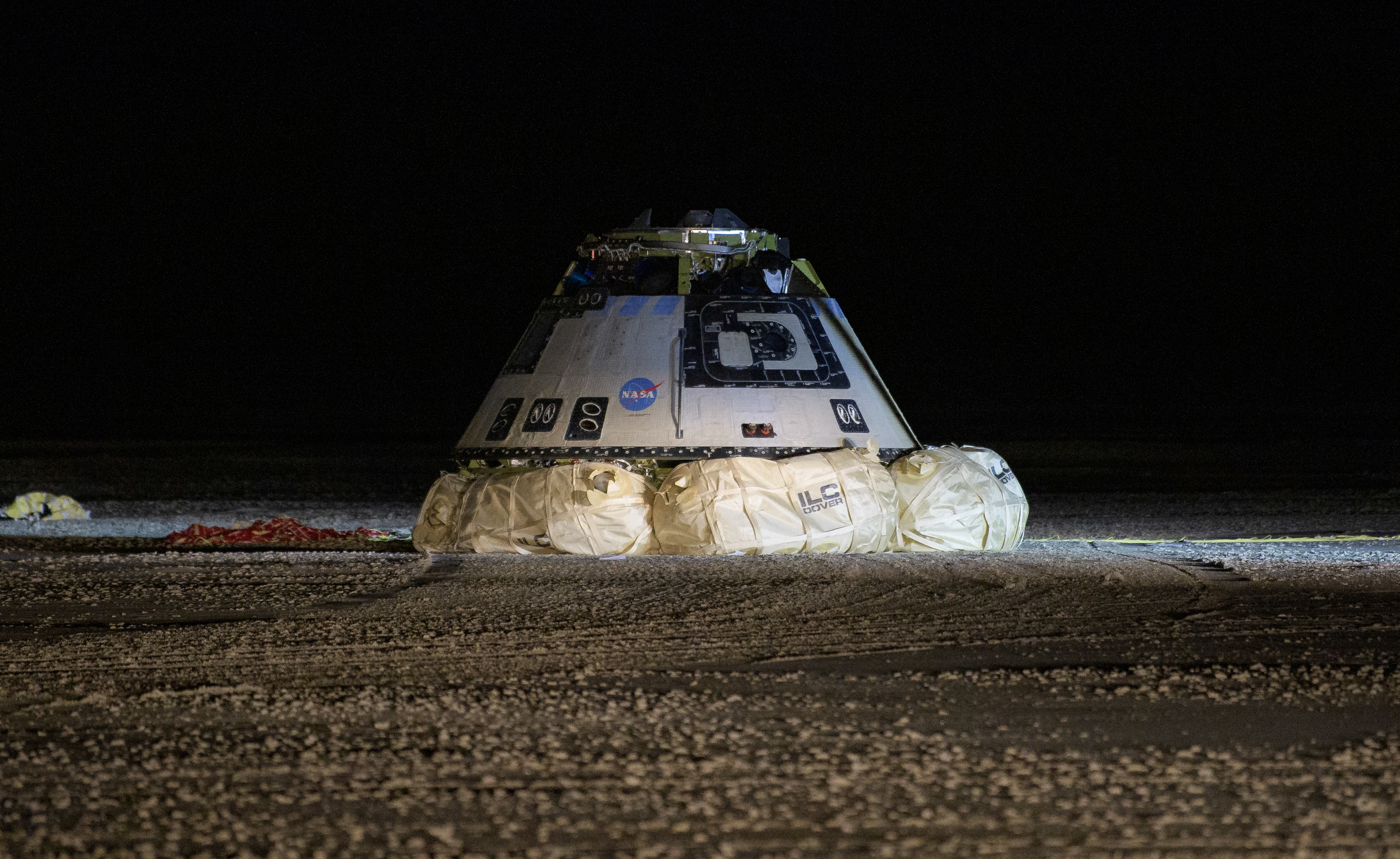
Das Raumschiff unmittelbar nach der Landung am 22. Dezember 2019

Der Boeing Orbital Flight Test, kurz Boe-OFT, war der erste und noch unbemannte orbitale Testflug des wiederverwendbaren US-amerikanischen Raumschifftyps CST-100 Starliner. Der Start des von dem Luft- und Raumfahrtunternehmen Boeing entwickelten Raumschiffs erfolgte mit zwei Jahren Verspätung am 20. Dezember 2019. Nach einem zweitägigen, von technischen Pannen geplagten Flug landete die Kapsel am 22. Dezember 2019 wieder auf der Erde. Das geplante Andocken an die Internationale Raumstation (ISS) wurde nicht erreicht. Im April 2020 vereinbarten die NASA und Boeing eine Wiederholung des Testflugs, die die Bezeichnung Orbital Flight Test-2 trägt.
Der direkte Konkurrent SpaceX hatte bereits zuvor während der Mission SpX-DM1 mit seinem Raumfahrzeug Crew Dragon erfolgreich an der ISS angedockt.

## Missionsverlauf
Der CST-100 Starliner wurde am 20. Dezember 2019 um 6:36 Uhr Ortszeit mit einer Atlas-V-Trägerrakete vom Startplatz SLC-41 der Cape Canaveral Air Force Station in Florida gestartet. Auf einem Sitzplatz befand sich, wie bereits zuvor bei dem SpaceX-Testflug SpX-DM1, ein mit etwa einem Dutzend Sensoren ausgestattetes anthropomorphes Testgerät, ein Testdummy namens „Rosie“. Der Name sollte an Rosie the Riveter erinnern, eine US-Werbefigur aus der Zeit des Zweiten Weltkriegs, die heute als Sinnbild für arbeitende Frauen gilt.
Die Trägerrakete beförderte den Starliner planmäßig auf eine suborbitale Bahn in 180 km Höhe, von wo aus er aus eigenem Antrieb die Internationale Raumstation in etwa 400 km Höhe anfliegen und dort andocken sollte. Am 28. Dezember sollte sich die Kapsel wieder abkoppeln und in der Wüste von New Mexico landen.
Nach der Trennung des Raumschiffs von der Oberstufe der Rakete kam es zu Problemen. Ein bereits vor dem Start erfolgter, fehlerhafter Abgleich der Starliner-Borduhr mit der korrekt arbeitenden Uhr der Atlas-V-Trägerrakete führte dazu, dass die Lagekontrolltriebwerke des Starliners weitaus mehr Treibstoff verbrannten als geplant. Durch einen Eingriff der Bodenkontrolle gelang es, das Raumschiff in eine stabile Erdumlaufbahn zu bringen, jedoch konnte mangels Treibstoff nicht mehr die ISS angeflogen werden. Die NASA und Boeing beschlossen, die Mission vorzeitig abzubrechen.
Während des Flugs traten weitere technische Probleme auf. Mehrere dutzend Male fiel die Kommunikation zwischen der Bodenstation und dem Raumschiff aus, anscheinend wegen störender Funksignale beim Überfliegen eines oder mehrerer erdgebundener Sender. Innerhalb des Raumschiffs schwebten lose Gegenstände umher. Eines der Triebwerke fiel aus, und eines von drei redundant vorhandenen Steuergeräten des Trägheitsnavigationssystems funktionierte nicht planmäßig. Erst wenige Stunden vor der Rückkehr zur Erde konnte mit einem Update der Software des Bordcomputers ein schwerwiegender Fehler in der Triebwerksansteuerung behoben werden, der zu einem Verlust des Starliners hätte führen können. Während der Landung schloss sich ein Ventil des Stickstoff-Druckbeaufschlagungssystems für einen Treibstofftank nicht.
Die letztlich erfolgreiche Landung erfolgte nach 33 Erdumrundungen am 22. Dezember 2019 um 5:58 Uhr Ortszeit auf der White Sands Missile Range im US-Bundesstaat New Mexico. Es war die erste Landung eines US-Raumschiffs auf dem Land seit der letzten Space-Shuttle-Mission STS-135. Üblicherweise endeten frühere US-Missionen, so wie die Apollo-Missionen oder die des Konkurrenten SpaceX, mit einer Wasserung im Meer.

## Folgen
Die NASA verlangte nach diesem Flug von Boeing unter anderem eine komplette Überprüfung der Software-Entwicklungsprozesse und der rund 1 Million Zeilen Programmcode der Starliner-Bordsoftware und ordnete eine Untersuchung der Firmenkultur des Unternehmens an. Insgesamt sollte Boeing 80 „Korrekturmaßnahmen“ umsetzen.
Im Jahresabschluss 2019 stellte Boeing 410 Millionen US-Dollar für die Nachbesserungsarbeiten und die Kosten einer Wiederholung des unbemannten Testflugs zurück. Später stellte sich heraus, dass Boeing das Gesamtsystem aus Raumschiff und Rakete vor dem Start nicht vollständig durchgetestet hatte, so wie es allgemein üblich ist.
Verschiedene Beobachter einschließlich eines Mitglieds des Sicherheits-Überwachungskomitees der NASA zogen Parallelen zu Softwareproblemen des Boeing-Flugzeugs 737 MAX, die zu zwei Abstürzen und dem Verlust von 346 Menschenleben geführt hatten.
Die geforderten 80 Korrekturmaßnahmen schloss Boeing im Juni 2021 ab.